# Габріель Жерве
Габріель Жерве (фр. Gabriel Gervais, нар. 18 вересня 1976, Монреаль) — канадський футболіст, що грав на позиції захисника. З 2022 року є президентом «КФ Монреаль». Виступав за низку північноамериканських клубів, а також національну збірну Канади.

## Клубна кар'єра
У 1996—1997 роках Габріель Жерве грав за університетську команду Університету Квебеку. Протягом 2000—2001 років Жерве грав у складі клубу USL «Рочестер Рінос». У 2002 року футболіст перейшов до клубу «Монреаль Імпакт», за який грав до 2008 року, в якому завершив виступи на футбольнх полях. У 2022 році Жерве став президентом клубу Major League Soccer «КФ Монреаль».

## Виступи за збірну
У 2004 році Габріель Жерве дебютував у складі національної збірної Канади. У складі збірної був учасником розіграшу Золотого кубка КОНКАКАФ 2005 року та розіграшу Золотого кубка КОНКАКАФ 2007 року. Загалом протягом кар'єри в національній команді, в якій грав до 2007 року, провів у її формі 11 матчів, у яких забитими голами не відзначився.